# Voda (komedija)
 Voda  je komedija Jožeta Vombergarja, prvič je izšla leta 1932 v Domžalah. Izdana je bila tudi leta 1935 v Ljubljani (COBISS) in leta 1973 v Buenos Airesu (COBISS).

## Osebe
- Jernej Rebrnik; župan občine suhodolske
- Franca, njegova žena
- Anka, Joško, njuna otroka
- Katrica, njegova nečakinja
- Janko Prelesnik (Kopriva), podjetnik iz Amerike
- Jaka Jakopič, občinski tajnik
- Marko Ažman, trgovec in lesni industrialec
- Martin, njegov sin
- Kne, bogat posestnik, bivši župan
- Primožek, Jeran, Špin, Robas, Lužar, posestniki
- Šimen, bajtar in čevljar
- Hribarica, vdova, posestnica
- Tinče, njen sin
- Janče, deček
- poštar, delavci, stražarji, bajtarji, ljudstvo

## Vsebina
1. dejanje: V suhem dolu bo vodovod, večino stroškov naj bi pokril Kopriva, dobrotnik-domačin iz Amerike. Tajnik Jakopič se vdaja upanju, da bodo s tem prišli za Suhi dol novi časi. Vas je namreč sprta podolgem in počez: župan-opozicija, gruntarji-bajtarji … skupno delo za vodovod pa bo ustvarilo slogo in bratovstvo. Kopriva, ki gostuje pri županu pod imenom Prelesnik, da idejo, da bi dobrotniku Amerikancu postavili spomenik v zahvalo, on sam da ga bo izdelal. Na zborovanju se po mnogih prepirih le vsi navdušijo za gradnjo vodovoda in spomenika. Napijejo si z vodo in ganjeni vzklikajo: Naj živi složni Suh dol! – Vmes se pletejo ljubezenske zgodbe. Župan hoče Anki vsiliti Martina, ker je njegov oče Ažman siva eminenca v vasi in bi tako utrdil svojo oblast. Ta namera povzroči hudo jezo pri Hribarici, saj je Martin zapeljal njeno hčer Minko in jo bo moral poročiti, da ne bo sramote. Hribarica zaupa to skrivnost županovi ženi, svoji sorodnici. Ženski se domenita, da bi bil Tinče kar pravi ženin na Anko. Jezna je tudi Katrica, ki meče oči za bogatim Martinom, potem se odloči, da bo osvojila Tinčeta, ta je tudi premožen, pa še rad jo ima. Anka pa vidi samo Koprivo, med njima se pletejo nežne vezi.
2. dejanje: Gradnja vodovoda gre počasi, Ažman se obotavlja z dostavo cevi, ljudje pa složno in pridno delajo. – Hribarica prižene Tinčeta k županovim snubit, uči ga, kaj naj reče in kako. A Tinče se prvič v življenju upre materi in zasnubi Katrico. Nastane prepir, v katerega pade tudi župan. Hribarica razkačena odide, France pa županu pove, kako je z Martinom. Toda župan v slepi trmi vztraja pri svojem. – Kopriva s spretnim izigravanjem častihlepnosti in medsebojne nevoščljivosti iztisne iz veljakov lepo vsoto za spomenik. Na seji pod Jakopičevim vodstvom naredijo načrt za veličastno slovesnost ob odprtju vodovoda, ki naj bi ponesla slavo Suhega dola daleč po svetu. – Ažman in Martin prideta snubit Anko, ona pa odločno pove, da ljubi Koprivo. Užaljeni Ažman županu zagrozi, da bo izgubil stolček; ta je ves iz sebe, Koprivi odpove gostoljubje, Anko pa požene iz hiše.
3. dejanje: Dan, določen za slovesnost, je tu, na trgu pred županovo hišo stoji zakrit spomenik, Ažman pa ne da in ne da cevi; vode še ni, župan je zbolel od vsega hudega, vodstvo proslave mara prevzeti Jakopič. Vas se je razdelila na dva sovražna tabora, Hribarica in Kne vodita nezadovoljneže. – Sledijo si vznemirljive novice, dobrotnik Kopriva z brzojavko napove svoj prihod, časopisi pišejo o slovesnosti, prihajajo gasilci, godba, narodne noše, gostje … Jakopič v slavnostnem govoru poveličuje edinost in svetlo prihodnost Suhega dola, ko se raznese glas, da je šel Ažman v konkurz, cevi ne bo, vse je izgubljeno! Za povrh pridrvijo še uporniki s Hribarico na čelu, da bi razdejali spomenik. Ko zagrinjalo pade, se pod njim pokažejo cevi, na podstavek stopi Kopriva z geslom: In unitate salus! Pove, da je on dobrotnik-Amerikanec, da je njihov denar obrnil v nakup cevi, najlepši spomenik bo vodovod, ki so ga gradili s skupnimi močmi; jutri bo voda že tekla. – Vas pozabi na razprtije, v splošnem veselju se združita oba para, kopriva z Anko in Katrica s Tinčetom, Hriberica se unese, župan v trenutku ozdravi. Začne se veselo vaško rajanje.